# بيان رئاسي (مجلس الأمن)
البيان الرئاسي غالبًا ما يصدر عندما يتعذر على مجلس الأمن التابع للأمم المتحدة التوصل إلى توافق في الآراء أو عندما يُمنع من إصدار قرار من قبل عضو دائم باستخدام حق النقض أو التهديد بذلك. تتشابه هذه التصريحات من حيث المحتوى والشكل والنبرة مع القرارات، ولكنها ليست ملزمة قانونًا. 
يتطلب اعتماد البيان الرئاسي الإجماع، على الرغم من أن أعضاء مجلس الأمن قد يمتنعون عن التصويت. ويوقع البيان رئيس مجلس الأمن الحالي.

## روابط خارجية
- البيانات الرئاسية لمجلس الأمن